# Mons-Boubert
Mons-Boubert is een gemeente in het Franse departement Somme in de regio Hauts-de-France en telt 483 inwoners (1999). De plaats maakt deel uit van het arrondissement Abbeville.

## Geografie
De oppervlakte van Mons-Boubert bedraagt 9,5 km², de bevolkingsdichtheid is 50,8 inwoners per km².
De onderstaande kaart toont de ligging van Mons-Boubert met de belangrijkste infrastructuur en aangrenzende gemeenten.

## Demografie
Onderstaande figuur toont het verloop van het inwonertal (bron: INSEE-tellingen).